# Entreferro

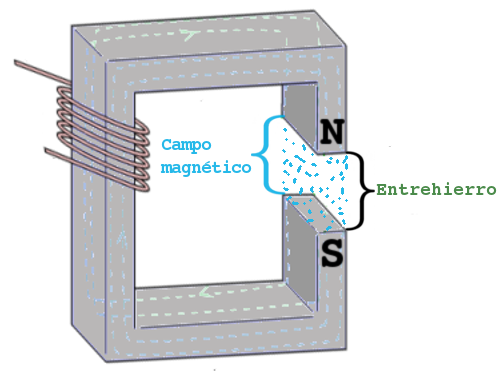
Figura mostrant el entreferro entre els pols N i S d'un electroimant

L'entreferro és la regió situada en l'aire entre els dos pols magnètics d'un imant o d'un electroimant.
Alguns exemples d'entreferro són la zona d'aire entre el rotor i l'estator d'un motor elèctric o l'entreferro de les bobines de xoc (vulgarment conegudes com a "xocs"). En alguns dispositius elèctrics, com ara els transformadors, l'objectiu és mantenir l'espai d'aire tan petit com sigui possible per a obtenir així una eficiència més gran.

## Característiques
L'entreferro introdueix en el cercle magnètic de l'imant una reluctancia magnètica (terme encunyat per Oliver Heaviside, però publicat per James P. Joule el 1840 com a resistència elèctrica magnètica), és a dir, una resistència al pas d'un flux magnètic quan és influenciat per un camp magnètic.
En el cas d'un electroimant de potència per poder obtenir en el seu entreferro un camp magnètic intens és necessari un corrent d'excitació molt fort. Per exemple, en el cas de l'electroimant de Bellevue (1928), es va requerir un corrent de 400 A per tal d'obtenir un camp que val 5 T en un entreferro d'una vintena de centímetres cúbics.
L'estructura de camp en un entreferro depèn de la forma de les superfícies polars enfrontades (vegeu imatge). El camp és pràcticament uniforme si aquestes superfícies són planes, paral·leles i estan properes una de l'altra. Algunes experiències, com la de Stern i Gerlach, exigeixen camps magnètics no uniformes (és a dir, inhomogenis). En aquest experiment dut a terme el 1922, àtoms de plata es van fer passar a través d'un camp magnètic homogeni. En el seu estat fonamental, els àtoms de plata tenen un moment magnètic orbital zero. Per obtenir aquests camps cal donar a les peces polars una forma adequada